# Desa Margasari (administrativ by i Indonesien, Jawa Barat, lat -6,28, long 106,50)
Desa Margasari är en administrativ by i Indonesien.   Den ligger i provinsen Jawa Barat, i den västra delen av landet, 40 km väster om huvudstaden Jakarta.